# Vrtovi Herrenhäuser
Vrtovi Herrenhäuser (nemško Herrenhäuser Gärten) so vrtovi dvorca Herrenhäuser, v mestnem predelu Hannovra v Nemčiji. Sestavljajo jih Veliki vrt (Großer Garten), Berggarten, Georgengarten in Welfengarten. Vrtovi so dediščina kraljev Hanoverja.
Veliki vrt je bil vedno eden najbolj uglednih baročnih formalnih vrtov v Evropi, medtem ko se je Berggarten skozi leta preoblikoval iz preprostega zelenjavnega vrta v velik botanični vrt z lastnimi znamenitostmi. Georgengarten in Welfengarten sta bila izdelana v slogu angleških vrtov, oba pa veljata za priljubljeno rekreacijsko območje za prebivalce Hannovra. Zgodovina vrtov je dolga že nekaj stoletij in ostajajo še danes priljubljeni.

## Veliki vrt
Veliki vrt dolguje veliko estetike Sofiji Hannovrski, soprogi volilnega kneza Hannovra in sama dedinja britanskega prestola, ko je leta 1683 naročila francoskemu vrtnarju Martinu Charbonnierju povečati obstoječ vrt. Deloval je kot poletni umik, iz le nekaj kilometrov oddaljenega mesta, medtem ko je bila palača Leineschloss glavno prebivališče v mestu. Kot že ime pomeni, je dejansko postal velik vrt, ki obsega 50 hektarjev trate, žive meje, sprehajalnih poti in kipov, urejen v strogih geometrijskih vzorcih.
Center vrta je precej majhna palača Schloss Herrenhausen, prvotno graščina iz leta 1640, ki se je razširila od leta 1676. Medtem ko je Sofijin mož, Ernest August, volilni knez Braunschweig-Lüneburg, načrtoval zamenjavo z veliko baročno palačo in začel gradnjo bližnje stavbe Grand Gallery, je njun sin, volilni knez George Ludvik, ki je leta 1714 sedel na britanski prestol kot kralj Jurij I. Britanski, dal projekt palače na stran in se osredotočil na vodne elemente. Sofija, Ernest August in Jurij I. so pokopani v mavzoleju v Berggartnu.
Naslednji kralj, Jurij II. Britanski, je spet načrtoval novo palačo v boljšem razmerju z Velikim vrtom, vendar je nikoli ni uresničil. Njegov naslednik Jurij III. Britanski, ki ni nikoli obiskal Herrenhausen, je dal palačo v neoklasicističnem slogu modernizirati G. F. Lavesu. Med drugo svetovno vojno je utrpela veliko škodo (kraljeva vojska je zahtevala, da britanska kraljeva družina ne napade palače, ki je bila še vedno v lasti rodbine Hanover, a so jo med bombardiranjem leta 1943). Po vojni so bile ruševine palače skoraj povsem porušene; zunanje stopnišče, ki je nekoč pripeljalo do vhoda, je bil rešeno iz razbitin in so ga preselili poleg stavbe Oranžerije, kjer ga je mogoče videti danes. Leta 2009 je bilo sklenjeno obnoviti palačo. Palača Herrenhausen je bila ponovno odprta 17. januarja 2013.
Vsako poletje v Velikem vrtu gostijo veliko različnih festivalov. Festival »Malih umetnosti« (Kleinkunstfestival) poteka v nekaj dneh in ponuja široko paleto umetniških prizorišč. »Mali festival v velikem vrtu« (Kleines Fest im Großen Garten) je postal trdno uveljavljen kot vrhunec festivala »Teden Herrenhausen« (Festwochen Herrenhausen). Nazadnje, vrt je mesto mednarodnega tekmovanja z ognjemeti, ki se je razvil iz lokalne zabave.
»Državna tribuna Hannovra« (Landesbühne Hannover) poleti uporablja Veliki vrt kot Vrtno gledališče tako za glasbene kot za druge gledališke predstave. Podobno je stavba, v kateri je oranžerija, uporabljena tako za likovne razstave kot za predstave klasične glasbe; matinejske predstave so v preddverju. Glavna točka vrta je Velika fontana, ki lahko ob optimalnih vremenskih razmerah doseže največjo višino 80 metrov. Izvirna fontana je temeljila na ideji Gottfrieda Leibniza in je bila odprta leta 1719 ob obisku Jurija I. Leta 1721 je dosegla višino približno 35 m, zaradi česar je bila najvišja fontana na evropskih dvorih. Vodnjak in njegovo črpalko so obnovili leta 1860.
Veliki vrt je tudi kraj enega izmed zadnjih del umetnice Niki de Saint Phalle. V severovzhodnem delu vrta je uredila trisobno jamo, ki je v 18. stoletju služila kot prostor za shranjevanje, z dodajanjem različnih predmetov, vključno s kristali, minerali, steklom in školjkami. Med letoma 2001 in 2003, ko se je razstava odprla, so Saint Phalle in njeni sodelavci pokrili stene in notranjost z mozaiki iz oblikovanega stekla in ogledali. Dve sobi sta oddaljeni od osmerokotne osrednje sobe, na sprednji steni vsake od njih pa je kip postavljen v majhni niši v steni. Namen De Saint Phalle za to razstavo je bil, da so obiskovalci lahko v vročih poletnih dneh uporabljali prostor kot hladen umik, obenem pa občudovali dekoracijo.
- Ena od alej
- Vodnjak
- Tempelj
- Vogalni paviljon, Louis Remy de la Fosse
- Detajl broderie (vezenje)
- Ognjemet v vrtu

## Berggarten – vrt na hribu
Berggarten (Vrt na hribu) je bil urejen leta 1666 kot zelenjavni vrt za Velik vrt, na griču severno od gradu Herrenhäuser. Sofija Hannovrska ga je pozneje preoblikovala v vrt za eksotične rastline, leta 1686 pa je bil postavljen steklenjak.
Vrt je nekoč služil več kot estetski namen - uporabljali so ga za poskus z vzgojo rastlin, ki so običajno izvirale na južnih dežel, v severnem podnebju Spodnje Saške. Ta poskus ni uspel pri rižu, a je bil uspešen pri nekaterih drugih rastlinah, kot so tobak in murve. Kot rezultat, so se sviloprejke, ki so v bližnjem mestu Hamelin, in so se uporabljale pri proizvodnji kraljeve svile, leta 1706 začele hraniti z listi herrenhäuserske murve. Vendar pa se ta poskus dolgoročno ni izplačal: leta 1750 je bil Küchengarten premeščen v sosednje mesto Linden (zdaj okrožje mesta Hannover) in prevzel vzgojo pridelkov za aristokracijo, Berggarten pa je bil od takrat izključno botanični vrt.
Med letoma 1817 in 1820 je bila na vrtu zgrajena oskrbnikova hiša. Leta 1846 se je začelo delo na Palmenhaus, ki jo je zasnoval arhitekt Georg Ludwig Friedrich Laves in kot že ime pove, vsebuje palme. V petih letih po njenem zaključku leta 1849 je bila v zgradbi postavljena najdragocenejša zbirka palm v vsej Evropi. Delo na vrtnem mavzoleju, ki ga je tudi oblikoval Laves, je trajalo od 1842 do 1847; kralj Ernest August, ki je umrl eno leto po zaključku, je bil tam skupaj s svojo ženo kraljico Frederico pokopan.
Od 1845 do 1846 so bili dodani zidovi in ograje, da bi Berggarten postal bolj odmaknjen. Leta 1880 je bila zgrajena večja stavba za zbirko palm. V obliki približno 30 metrov visok, palači podobna struktura, rastlinjak - zgrajena iz stekla in jekla – hiše tako galerije kot dekorativne fontane in nadomestil prejšnjo Palmenhaus. Velik del vrta je bilo treba obnoviti, potem ko so britanski zračni napadi uničili večino v drugi svetovni vojni. Leta 1952 je bila zgrajena Vrtna knjižnica, ki zdaj upravlja vrt. Leta 1957 se je, po uničenju Leineschlossa in njegove kapele med drugo svetovno vojno, kraljeva družina Hannover, vključno s kraljem Jurijem I. in njegovimi starši preselila v vrtni mavzolej. Tu so ostanki še drugih družinskih članov.
Leta 2000 je bila končana nova Regenwaldhaus, deloma kot nadomestilo za legendarno Palmenhaus (ki je bila porušen leta 1950) in delno za Expo 2000. Notranjost je tropska pokrajina, ki vsebuje več kot samo rastline, vključene so tudi različne vrste tropskih metuljev in ptic. V nadaljnjih stavbah je več tematskih vrtov.

## Georgengarten
Georgengarten je del znamenitih vrtov Herrenhäuser.
Danes se hiša uporablja kot muzej karikatur in se imenuje Wilhelm-Busch-Museum – Deutsches Museum für Karikatur und kritische Grafik.
Tempelj Leibniz v parku je imenovan v čast nemškega polimata Gottfrieda Leibniza. Prvotno je bil postavljen med letoma 1787 in 1790 na vojaškem paradi v Hannovu (zdaj imenovan Waterlooplatz); pozneje je bil prenesen v Georgengarten. Danes je priljubljeno prizorišče v toplih poletnih večerih, še posebej ob obisku mladih in študentov bližnje univerze v Hannovru.

## Welfengarten
Welfengarten (vrt Welfov) je posest univerze v Hannovru, in kot svojo glavno stavbo uporablja neogotski dvorec v vrtnem centru - Welfenschloss. Njegova gradnja se je začela leta 1857, vendar je bil pred končanjem leta 1866, Hanover priključen Prusiji. V naslednjih letih je bila stavba izvedena v sedanji obliki. Pred stavbo je bronasta skulptura "Spodnjesaški jahč" (Niedersachsenross) - heraldična žival na grbu Spodnje Saške. Welfengarten je bil, podobno kot drugi vrtovi, uničen tudi med drugo svetovno vojno, vendar je bil ponovno zgrajen posebej kot kampus univerze. Čeprav je univerza zasedla dvorec leta 1879, je šele leta 1961 princ Ernest August prodal Welfengarten mestu Hannover. Ohranil je knežjo hišo (Fürstenhaus), ki je v bližini Velikega vrta, ki jo je leta 1720 zgradil kralj Jurij I. Britanski za svojo hčerko Ano Luizo. Njegov vnuk, princ Ernst August Hannoverski, ga danes uporablja kot zasebno rezidenco. Muzej v tej majhni palači, z izdelano zbirko pohištva, je zato zaprt.